# Manuel Peláez
Manuel Peláez Gorrochotegui (Temapache, 25 juni 1882 - aldaar, 1959) was een Mexicaans politicus, militair en cacique.
Peláez was afkomstig uit de Huasteca, een regio in het noorden van Veracruz. In 1910 sloot hij zich aan bij de Mexicaanse Revolutie aan de zijde van Francisco I. Madero. Na de overwinning van Madero in 1911 werd hij tot burgemeester van Alamo gekozen. Nadat Madero de revolutionaire legers ontbond, de buitenlandse oliemaatschappijen aan banden poogde te leggen en er niet in slaagde het banditisme te verminderen sloot Peláez zich aan bij de opstand van Félix Díaz. Nadat deze opstand mislukte vluchtte Peláez naar de Verenigde Staten.
In 1913, na de staatsgreep van Victoriano Huerta, keerde hij terug naar Mexico. Huerta benoemde Peláez tot majoor en gaf hem de opdracht het opstandige Constitutionalistische Leger van Venustiano Carranza in de Huasteca te bestrijden. Nadat Huerta's regering steeds meer onder druk kwam te staan deserteerd Peláez en bestreed hij zowel de federale regering als de constitutionalisten. Na de overwinning van de constitutionalisten in 1914 vluchtte hij wederom naar de Verenigde Staten. In oktober keerde hij terug naar Mexico, waar het revolutionaire leiderschap inmiddels uiteen was gevallen. Peláez koos de zijde van de conventionalisten van Eulalio Gutiérrez en Pancho Villa.
Nadat de conventionalisten werden teruggedrongen benoemde Peláez zichzelf tot generaal en keerde hij terug naar zijn geboortestreek. Hoewel hij slechts een klein legertje had wist hij jarenlang buiten de greep van Carranza's constitutionalistische regeringsleger te blijven. Peláez liet zich betalen door buitenlandse oliemaatschappijen, die hij in ruil daarvoor beschermde tegen eventuele pogingen van Carranza's regering om de olie te nationaliseren of te doen gehoorzamen aan de Mexicaanse wetgeving. Peláez werkte enige tijd samen met Félix Díaz, die was teruggekeerd naar Mexico om een nieuwe opstand voor te bereiden, en met Emiliano Zapata, die zich eveneens verzette tegen Carranza. Carranza zond vijf keer een expeditie om de Huasteca onder zijn controle te krijgen, elke keer zonder succes.
In 1920 sloot hij zich aan bij het Plan van Agua Prieta, waarin een aantal opstandige officieren onder leiding van Álvaro Obregón, Adolfo de la Huerta en Plutarco Elías Calles Carranza's regering omver wierpen en vermoordden. Peláez kreeg in ruil hiervoor een amnestie aangeboden en werd generaal in het Mexicaanse leger. Peláez merkte echter al snel dat hij in deze situatie geen bewegingsruimte meer had, en dat zijn lokale machtsbasis was weggevallen. Na een conflict met de nieuwe president Obregón verliet hij in 1921 Mexico en verhuisde naar Los Angeles.
In 1923 poogde hij terug te keren naar Mexico om zich aan te sluiten bij de De la Huertaopstand maar werd gearresteerd voordat het zover kon komen. Nadat de opstand was neergeslagen werd hij vrijgelaten. Peláez keerde terug naar zijn haciënda in zijn geboortestreek waar hij tot zijn dood in 1959 bleef wonen. Zijn familie geldt tegenwoordig nog steeds als welvarend en invloedrijk in de Huasteca.